# Im Sturmschritt
Im Sturmschritt, op. 348, är en polka av Johann Strauss den yngre. Den framfördes första gången den 19 maj 1871 i Volksgarten Wien.

## Historia
På inrådan av sin hustru Jetty övergav Johann Strauss 1870 uppgiften att komponera dansmusik för baler och karnevaler till förmån för att komponera operetter för teaterscenen. Den 26 maj samma år skrev han på ett kontrakt med Theater an der Wien och drog sig därefter mer och mer tillbaka från den mödosamma positionen som dirigent vid baler och konserter, och koncentrerade sig helt och fullt på operettkomponerandet. I januari 1871 avgick han till och med från sin hederspost som "Kejserlig och Kunglig Hovbalsmusikdirektör" med motiveringen "dålig hälsa". 
Strauss första operett för Theater an der Wien blev Indigo und die 40 Räuber, som hade premiär den 10 februari 1871 med Strauss som dirigent. Verket var uppenbart inspirerat av Jacques Offenbachs franska operetten vad gällde text, musik och regi, en poäng som inte gick spårlöst förbi hos de många journalister som närvarade vid den succéartade premiären. Inte heller Strauss förnekade att han varit påverkad av Offenbachs musik när han började välja ut och arrangera material från musiken ur Indigo till separata orkesterverk med vilka han ändock skulle bibehålla sin närvaro i bal- och konsertsalarna. Precis liksom en livlig cancan ofta var ett förekommande inslag i Offenbachs verk, så valde även Strauss att komponera en smittande polka med det passande namnet Im Sturmschritt (I sporrsträck). Strauss valde att hämta följande musikavsnitt från operetten till sin polka:
- Tema 1A   -

Akt III Final (No. 23): "Was mag in den Säcken drinne stecken?"
- Tema 1B   -

Akt III Marknadskör (No. 18): "Kaufet noch heut!"
- Trio 2A       -

Akt II Final (No. 17): "Freiheit, Freiheit lasst die Losung sein"
- Trio 2B       -

Akt II Stridsmusik (No. 15)
Det första framförandet av Im Sturmschritt ägde rum den 19 maj 1871, två dagar efter att Johann Strauss hade agerat gästdirigent vid en föreställning av Indigo i Graz. Det blev brodern Eduard som fick dirigera polkan vid en konsert i Volksgarten. Förutom polkan framförde Eduard även valsen Tausend und Eine Nacht (op. 346) och balettmusik ur akt III (No. 18a)

## Om polkan
Speltiden är ca 2 minuter och 30 sekunder plus minus några sekunder beroende på dirigentens musikaliska tolkning.
Polkan var ett av flera verk där Strauss återanvände musik från operetten Indigo:
- Shawl-Polka, Polka-francaise, Opus 343
- Indigo-Quadrille, Opus 344
- Auf freiem Fusse, Polka francaise, Opus 345
- Tausend und Eine Nacht, vals, Opus 346
- Aus der Heimath, Polkamazurka, Opus 347
- Im Sturmschritt, Schnell-Polka, Opus 348
- Indigo-Marsch, Opus 349
- Lust'ger Rath, Polka-francaise, Opus 350
- Die Bajadere, Polka-schnell, Opus 351